# Джой, Роберт
Роберт Джой (англ. Robert Joy; род. 17 августа 1951 года, Монреаль, Квебек, Канада) — американо-канадский актёр, наиболее известный по роли доктора Сида Хаммербэка в сериале «C.S.I.: Место преступления Нью-Йорк» (2005—2013). Также снимался в фильмах «Тысячелетие» (1989), «Водный мир» (1995), «Падший» (1998), «Земля мёртвых» (2005), «У холмов есть глаза» (2006) и «Чужие против Хищника: Реквием» (2007).
27 октября 1979 года Роберт женился на актрисе Мэри Джойс Шорткрофф, в 1987 году у них родилась дочь Руби. Спустя какое-то время Роберт развёлся с Мэри и с 1995 года живёт вместе с композитором Генри Кригером.

## Карьера
За свою актёрскую карьеру снялся более чем в 130 фильмах и сериалах. В конце 2005 присоединился к актёрскому составу сериала канала CBS «C.S.I.: Место преступления Нью-Йорк», сыграв главного медицинского эксперта Сида Хаммербэка. С 5 сезона он стал одним из основных персонажей.
Роберт трижды номинировался на премию «Genie Awards» (1981, 1987, 2007), дважды — на премию «Gemini Awards» (1987, 2001).